# فرانسیسکو ترینکائو
فرانسیشکو آنتونیو ماشادو موتا کاشترو ترینکائو (پرتغالی: Francisco António Machado Mota Castro Trincão؛ زادهٔ ۲۹ دسامبر ۱۹۹۹؛ تلفظ پرتغالی:[fɾɐ̃sˈiʃku tɾĩkˈɐ̃w̃]) بازیکن فوتبال اهل پرتغال است.
از باشگاه‌هایی که در آن بازی کرده‌است می‌توان به براگا اشاره کرد. او در سال ۲۰۲۰ با قراردادی به مبلغ ۳۱ میلیون یورو به باشگاه فوتبال بارسلونا پیوست.
ترینکائو در تمام رده‌های پایه ملی برای پرتغال بازی کرده و در مجموع طی ۳۸ بازی ۱۴ گل به ثمر رسانده است. وی علاوه بر بال هجومی چپ و راست به عنوان مهاجم کاذب و هافبک هجومی میانی نیز بازی می‌کند.